# 이웅범
이웅범(李雄範, 1957년 2월 10일~)은 대한민국의 기업인이다. LG이노텍 대표이사 사장을 지냈다.

## 학력
- 배문고등학교 졸업
- 한양대학교 화학공학 학사
- 맥길대학교 대학원 석사

## 경력
- 한나라당
- 2006년 : LG전자 MC사업본부 생산담당 부사장
- 2010년 : LG이노텍 부품소재사업본부 본부장
- 2012년 : LG이노텍 대표이사, 부사장
- 2014년 ~ 2015년 11월 : LG이노텍 대표이사 사장[1]
- 2015년 12월 ~ 2017년 11월 : LG화학 전지사업본부장, 사장
- 2018년 1월	제11대 연암공과대학교 총장
- 한국전지산업협회 회장